# Fútbol en Rusia

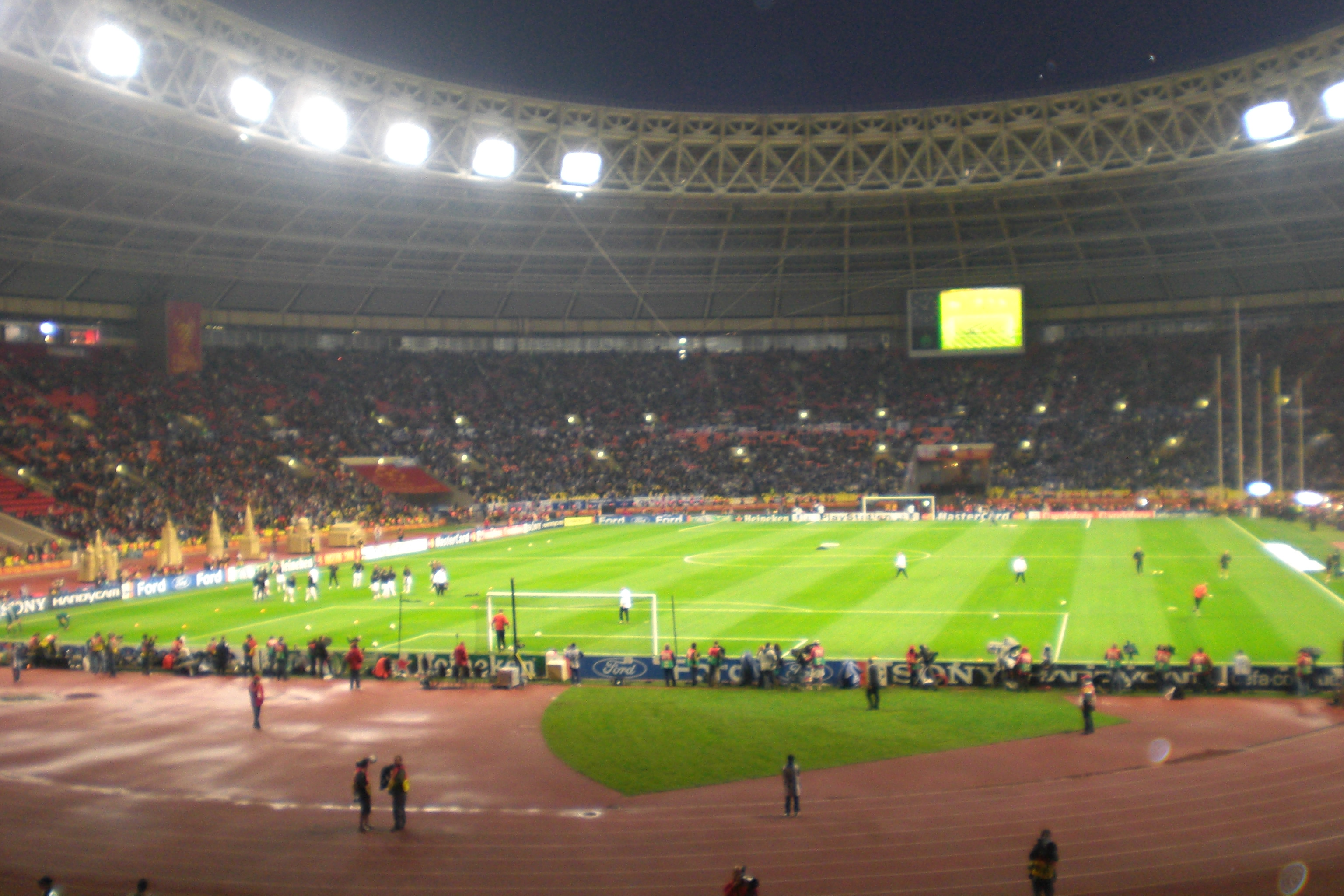
Estadio Luzhniki, el estadio más grande de Rusia y sede habitual de la selección rusa.

El fútbol es el deporte más popular en Rusia, especialmente tras el colapso de la Unión Soviética en 1991 y la creación de quince nuevas repúblicas con sus correspondientes ligas e instituciones deportivas. La Unión del Fútbol de Rusia es el máximo organismo del fútbol profesional en Rusia y fue fundada en 1912. En Rusia existen 14.329 clubes de fútbol y 846.736 fichas federativas.

## Competiciones oficiales entre clubes
- Liga Premier de Rusia: es la primera división del fútbol ruso. Fue fundada en 1991 después de la desintegración de la Unión Soviética —y su correspondiente liga, la Primera Liga Soviética— y está compuesta por 16 clubes.
- Primera División de Rusia: es la segunda división en el sistema de ligas ruso. Está compuesta por 20 clubes y el sistema de competición ha variado desde su creación en 1991, dividiéndose en ligas por zonas (Oeste, Centro y Oriente) hasta el formato actual de una única liga.
- Segunda División de Rusia: es la tercera división en el sistema de ligas ruso. Hasta 2010 fue gestionada por la Liga de Fútbol Profesional, pero desde 2011 es organizada por la Unión del Fútbol de Rusia. En esta división compiten 75 clubes divididos geográficamente en cinco zonas.
- Liga de Fútbol Amateur de Rusia: es la cuarta división en el sistema de ligas ruso. Está gestionada por la Unión del Fútbol de Rusia y la Asociación Interregional de Federaciones de Fútbol de Rusia.
- Copa de Rusia: es la copa nacional del fútbol ruso, organizada por la Unión del Fútbol de Rusia y cuyo campeón tiene acceso a disputar la UEFA Europa League.
- Copa de la Liga Premier de Rusia: extinta competición organizada por la Unión del Fútbol de Rusia y que solo contó con una edición.
- Supercopa de Rusia: competición que enfrenta al campeón de la Liga Premier y al campeón de Copa.

## Selecciones de fútbol de Rusia

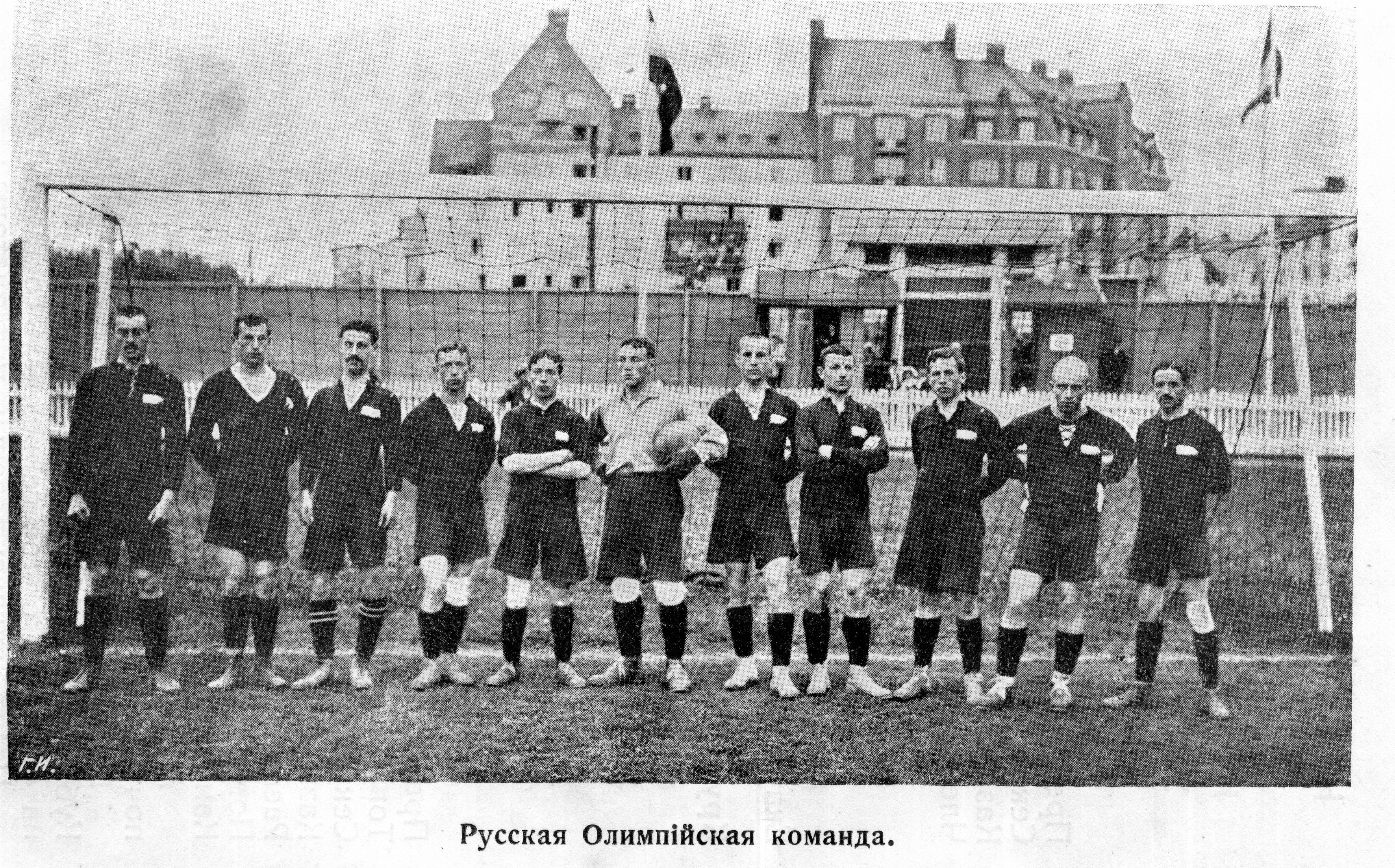
Imagen de la primera selección del Imperio ruso, cuyo primer partido oficial tuvo lugar durante los Juegos Olímpicos de Estocolmo 1912.

### Selección absoluta de Rusia
La selección de Rusia, en sus distintas categorías está controlada por la Unión del Fútbol de Rusia.
El equipo ruso, disputó su primer partido oficial el 30 de junio de 1912 —como Imperio Ruso— y se enfrentó a Finlandia, partido que se resolvió con 2-1 para los nórdicos, en un encuentro correspondiente a los Juegos Olímpicos de Estocolmo 1912. El 16 de agosto de 1992 debutó el equipo nacional ya como Federación Rusa y tras la desintegración de la Unión Soviética —y por consiguiente de la selección soviética— en un partido en Moscú contra la selección de México, en un partido que los rusos vencieron por 2-0 a los aztecas.
La FIFA considera a Rusia como el heredero directo tanto de la selección de la Unión Soviética como del CEI, por lo tanto Rusia ha disputado nueve Copas del Mundo de la FIFA y nueve Eurocopas. El mejor resultado del combinado ruso en una Copa Mundial fue el cuarto lugar obtenido en la Copa Mundial de la FIFA de 1966. Por su parte, Rusia tiene en su palmarés una Eurocopa lograda en 1960.

### Selección femenina de Rusia
La selección femenina debutó en 1990 y en 1999 logró clasificarse para su primera participación en una fase final de la Copa del Mundo.